# 日野光国
日野 光国（ひの みつくに）は、鎌倉時代前期から中期にかけての公卿。藤原北家真夏流日野家、権中納言・日野資実の四男。官位は従三位・非参議・越後権守。

## 経歴
貞応3年（1224年）に勧学院学問料を賜っており、嘉禄元年（1225年）には文章得業生となる。
嘉禄2年（1226年）に因幡権守に初任。右衛門尉・佐渡守を経て、嘉禄3年（1227年）従五位下に叙爵。寛喜2年（1230年）には藤原竴子の中宮権大進に任ぜられる。権大進として、寛喜3年（1231年）の中宮入内や、中宮御所の辺りで火災が発生した際などでの中宮への伺候が見える。寛喜4年（1232年）には従五位上に陞叙して昇殿を許された。貞永2年（1233年）に権大進を止み、嘉禎3年（1237年）に正五位下に進む。
美作守・春宮権大進・五位蔵人を歴任し、寛元4年（1246年）に民部大輔に任ぜられる。その後、権左少弁・右中弁など弁官を務めている。宝治2年（1248年）後嵯峨上皇及び中宮西園寺姞子が法勝寺修正に臨幸した際に参仕。さらには建長2年（1250年）10月に天皇が鳥羽殿に行幸した際には殿上人として参仕している。建長7年（1255年）に従四位上、建長8年（1256年）に正四位下に進み、正嘉元年（1257年）には左中弁に転じ、勧学院別当に補された。
東宮学士・左宮城使を経て弘長元年（1261年）に左大弁に転じた。蔵人頭・大蔵卿を歴任し、文永元年（1264年）に従三位に叙され公卿に列した。文永2年（1265年）には越後権守を兼任。
文永7年（1270年）10月13日薨去。享年65。

## 官歴
※以下、『公卿補任』の記載に従う。
- 貞応3年（1224年）4月13日：勧学院学問料を賜る。
- 嘉禄元年（1225年）8月1日：文章得業生に補す。
- 嘉禄2年（1226年）正月23日：因幡権守。
- 嘉禄3年（1227年）正月4日：献策（次序父兄。分別銅銀。正四位下左京権大夫藤長倫問）、正月8日：判ず。正月26日：右衛門尉。2月8日：佐渡守。3月5日：従五位下に叙爵。
- 寛喜2年（1230年）2月11日：中宮少進。10月20日：中宮権大進に転ず。
- 寛喜4年（1232年）2月7日：従五位上に叙す。11月：昇殿を聴す。
- 貞永2年（1233年）4月5日：権大進を止む（依院號也）。
- 嘉禎3年（1237年）正月5日：正五位下に叙す。
- 寛元元年（1243年）8月7日：美作守。9月9日：春宮権大進。
- 寛元3年（1245年）6月26日：五位蔵人に補す。
- 寛元4年（1246年）4月10日：民部大輔。
- 建長元年（1249年）5月28日：皇子始読書。
- 建長4年12月4日（1253年1月5日）：権左少弁。
- 建長6年（1254年）正月13日：右中弁に転ず。正月16日：右宮城使。正月21日：従四位下に叙す。
- 建長7年（1255年）10月27日：従四位上に叙す。
- 建長8年（1256年）正月6日：正四位下に叙す。
- 正嘉元年（1257年）11月19日：左中弁に転ず。勧学院別当に補す。
- 正嘉2年（1258年）8月7日：東宮学士。8月20日：左宮城使に転ず。
- 弘長元年（1261年）3月27日：左大弁に転ず。
- [4]蔵人頭。
- 弘長3年（1263年）正月26日：大蔵卿。
- 文永元年（1264年）6月2日：従三位に叙す。大蔵卿如元。
- 文永2年（1265年）正月30日：越後権守を兼ぬ。

## 系譜
- 父：日野資実
- 母：従三位・平棟子（平棟範の娘）
- 生母不明の子女
  - 男子：日野資広
  - 男子：日野資嗣
  - 男子：兼禅
  - 男子：光誉
  - 男子：実静
  - 男子：真覚
  - 男子：光性
  - 女子：藤原資綱室
  - 女子：鷹司伊平室
  - 女子：藤原範朝室